# Албота (комуна)
Албота (рум. Albota) — комуна у повіті Арджеш в Румунії. До складу комуни входять такі села (дані про населення за 2002 рік):
- Албота (1746 осіб)
- Гура-Веїй (257 осіб)
- Мареш (1087 осіб)
- Фретешть (81 особа)
- Чербу (724 особи)

Комуна розташована на відстані 105 км на захід від Бухареста, 8 км на південь від Пітешть, 96 км на північний схід від Крайови, 114 км на південний захід від Брашова.

## Населення
За даними перепису населення 2002 року у комуні проживали 3895 осіб, усі — румуни. Усі жителі комуни рідною мовою назвали румунську.
Склад населення комуни за віросповіданням:
| Релігія       | Кількість осіб | Відсоток |
| ------------- | -------------- | -------- |
| православні   | 3887           | 99,8%    |
| п'ятдесятники | 8              | 0,2%     |